# Betula utahensis
Betula utahensis är en björkväxtart som beskrevs av Nathaniel Lord Britton. Betula utahensis ingår i släktet björkar, och familjen björkväxter. Inga underarter finns listade.